# Johann Georg Kulmus
Johann Georg Kulmus, Johannes Georgius Kulmus, Jan Jerzy Kulmus (ur. 1680 we Wrocławiu, zm. 6 listopada 1731 w Gdańsku) – gdański lekarz, lekarz nadworny Augusta II. Brat Johanna Adama Kulmusa, ojciec Luise Gottsched.
Syn piekarza Adama Kulmusa i Marii Kulmus z domu Flegel. Studiował medycynę w Lipsku, Halle i Lejdzie. W 1702 otrzymał tytuł doktora medycyny, a od 1704 prowadził praktykę lekarską w Gdańsku. Wkrótce został lekarzem nadwornym Augusta II. Pomagał zwalczać epidemię dżumy w Gdańsku w 1709 roku. Korespondował w tym czasie z Nathanielem Gerholdem; listy te zostały bez wiedzy autora opublikowane, co doprowadziło do poważnego zatargu z radą miejską Gdańska. Radni oskarżali Kulmusa o zaszkodzenie miejskim stosunkom handlowym, a aptekarze wystosowali skargę do władz miasta w związku ze stosowaniem przez lekarza leków według własnej receptury. W konsekwencji musiał zapłacić miastu 50 talarów kary, a jego pozycja naukowa uległa poważnemu osłabieniu.
Żonaty z Reginą Konkordią Tessin, córką gdańskiego ławnika Valentina Ernsta Tessina. Mieli troje dzieci: Johannę Konkordię Kulmus (1707–1772), Johanna Ernsta Kulmusa (1709–1769) i Reginę Elisabeth Kulmus, zamężną Gottsched (1710–1711). W 1710 żona zmarła na dżumę. W 1712 Kulmus ożenił się powtórnie, z Kathariną Dorotheą Schwen. Z tego małżeństwa również urodziła się trójka dzieci: Luise Adelgunde Victorie Kulmus (1713–1762), Renate Dorothea Kulmus (1715–1718) i Charlotte Elisabeth Kulmus (1717–1718).
Należał do Akademii Leopoldina. Zmarł na gruźlicę w 1731 roku.

## Dzieła
- Oneirologia sive tractatio physiologico-physico-theoretica de somniis, et hinc dependente eorum consideratione medica, necnon inde facta excursione ad Deliria: quam absque omni superstitione sanioris philosophiae regulis superstructam . Rohrlach, 1703
- De universo. 1703
- Catalogus Librorum, Potissimum Medico-Practicorum, Chymicorum, Anatomicorum, Chirurgicorum & Historicorum. Schreiber, 1732